# Alain Diagne
Alain Diagne (... – Dakar, 31 ottobre 2012) è stato un cestista senegalese.

## Carriera
Con il Senegal disputato i Campionati mondiali del 1978 e due edizioni dei Campionati africani (1978, 1980), vincendo in entrambi i casi la medaglia d'oro.